# Antocha picturata
Antocha picturata är en tvåvingeart som beskrevs av Alexander 1936. Antocha picturata ingår i släktet Antocha och familjen småharkrankar. Inga underarter finns listade i Catalogue of Life.